# 乌苏拉
乌苏拉（英語：Ursula）是1989年迪斯尼动画电影《小美人鱼》中的反派角色。在動畫中由帕特·卡罗尔配音。

## 動畫人物介紹
乌苏拉是邪恶的海洋女巫。拥有着肥胖的体型、暗紫色的皮肤和白色的短发，涂着青色的眼影和浓厚的唇红，脖子上挂着一个金色的海螺坠饰，下半身为黑色的八爪魚触手。她有个孪生妹妹叫莫吉娜（Morgana），在《小美人鱼2：回到大海》中登场。
乌苏拉居住在海底世界亚特兰提卡一个恐怖的洞穴中，洞穴入口的花园里住满了与她做交易被她坑骗的人鱼。乌苏拉拥有高强的邪恶魔法，可以满足任何愿望，但她会提出用对方最重要的东西与她做交易，不过她阴险狡诈，不守信用，为达目的不择手段。乌苏拉对于控制海洋的权力十分渴望和贪婪。并且她还有两条心腹的鳗鱼随从：胡善和贾善为她办事。
乌苏拉曾被川顿国王流放，之后她一直怀恨在心，等待报复的机会。当她知道川顿国王的小女儿爱丽儿爱上了人类王子时，她终于可以伺机报复了。她派胡善和贾善时刻监视着爱丽儿，等到时机成熟时她派胡善和贾善去说服爱丽儿，诱骗爱丽儿说乌苏拉的魔法可以满足她的愿望。当爱丽儿决定让乌苏拉把自己变成人类女孩时，乌苏拉提出她要爱丽儿美妙的声音作交换，当第三天太阳落山时，如果王子还没有亲吻爱丽儿，爱丽儿将变回人鱼并永远属于乌苏拉花园里的收藏品。她把爱丽儿的声音藏在金色的海螺坠饰里，之后她变身为美女凡妮莎（Vanessa），用爱丽儿的声音诱惑王子，阻止爱丽儿让亚力克王子爱上她。最终乌苏拉的计划成功了，她带走了爱丽儿，在途中被川顿国王阻止。但是乌苏拉与爱丽儿之间的契约已经达成，川顿国王无法伤害乌苏拉分毫，乌苏拉以爱丽儿作为人质，强迫川顿王国放弃自己的权力。川顿国王为了保护女儿愿意牺牲自己，之后得到川顿国王控制海域权力的乌苏拉遭到亚力克王子的袭击，当乌苏拉准备用川顿国王的三叉戟指向亚力克王子时，爱丽儿及时扯住乌苏拉的头发，乌苏拉失手将能量射偏杀死了胡善和贾善。愤怒的乌苏拉逐渐变得巨大无比，企图处死爱丽儿和亚力克王子，最终乌苏拉被亚力克王子驾驶着前端带有尖锐木板的大船刺中心脏，爆散而死。乌苏拉的尸体碎片沉入大海，她的邪恶魔法完全被解除。
乌苏拉也在电视剧《童话镇》第四季中登场。她被设定为川顿国王的女儿，由于乌苏拉的母亲被人类害死，川顿国王就禁止她与人类接触，并利用她美妙的歌声去诱惑水手，使他们触礁沉船。乌苏拉认为歌声是母亲留给她最美好的礼物，她反对父亲的做法。为了离开川顿国王，她用三叉戟把自己变成了拥有章鱼触手的怪物。川顿国王指使海盗虎克用海螺坠饰偷走了她的歌声。
真人版，乌苏拉是川顿国王的妹妹。

## 评价
乌苏拉赢得娱乐评论家的好评，当《小美人鱼》于1998年上映时，影评人和观众立即将乌苏拉视为迪士尼最好的反派之一，甚至是该制作工作室所创造的最强大的反派之一。